# Ферейдун-Марджан
Ферейдун-Марджан — нефтяное месторождение в акватории Персидского залива на границе Ирана и Саудовской Аравии (нефтегазоносный бассейн Персидского залива). Открыто в 1966 году. Залежи на глубине 2-2,5 км.
Является одним из крупнейших месторождений Саудовской Аравии. Начальные запасы ок. 1,5 млрд т.
Добыча нефти за 2016 год составила 20 млн. тонн.